# Рогинці (Хмільницький район)
Роги́нці — село в Україні, в Уланівській сільській громаді Хмільницького району Вінницької області. Населення становить 387 осіб.